# Бушар, Сильвен
Сильвен Бушар (фр. Sylvain Bouchard, род. 12 апреля 1970 года в Лореттевиле, Квебек, Канада) — канадский конькобежец, чемпион мира и серебряный призёр чемпионата мира, 2-кратный чемпион Канады и 2-кратный призёр

## Биография
Сильвен Бушар родился в городке Лореттевиль, который в 2002 году вошёл в состав огромного мегаполиса Квебек. Он начал кататься на коньках в возрасте 5-ти лет, причем не только на длинной дорожке, но и в шорт-треке. А также играл в хоккей с шайбой. В возрасте 16 лет он начал концентрироваться в конькобежном спорте и развился как спринтер.
В 1986 году Бушар начал участвовать в юниорских чемпионатах Канады, а через 2 года прошёл его дебют на взрослом уровне. В сезоне 1989/90 он участвовал на последнем 9-м этапе Кубка мира. Первый успех пришёл на чемпионате Канады в 1994 году, когда он стал третьим в спринтерском многоборье. После этого он  выступил на спринтерском чемпионате мира в Калгари, заняв 11-е место и занял 11-е и 5-е места на дистанциях 500 и 1000 м соответственно на зимних Олимпийских играх в Лиллехаммере.
В декабре 1994 года Бушар выиграл спринт на чемпионате Канады, а в январе 1995 года впервые взял серебро на этапе Кубка мира в Давосе на дистанции 500 м. На спринтерском чемпионате мира в Милуоки занял 7-е место в общем зачёте. В сезоне 1995/96 на чемпионате Канады по спринтерскому многоборью он вновь стал чемпионом, при этом побил мировой рекорд на дистанции 1000 м, правда на следующий день его побил товарищ по команде Кевин Оверленд.
В феврале Бушар поднялся на 5-е место на спринтерском чемпионате мира в Херенвене, и в марте на чемпионате мира на отдельных дистанциях в Хамаре занял 10-е место в забеге на 500 м и 8-е в забеге на 1000 м. В сезоне 1996/97 на этапе Кубка мира в корейском Чонджу одержал победу в забеге на 1000 м, позже на чемпионате мира на отдельных дистанциях в Варшаве занял 5-е место на дистанции 1000 м. 
Успешным стал для Бушара сезон 1997/98, но сначала занял только 38-е место на спринтерском чемпионате мира в Берлине в январе 1998 года, на зимних Олимпийских играх в Нагано занял 4-е место в забеге на 500 м и 5-е место на 1000 м. В марте на чемпионате мира на отдельных дистанциях в Калгари выиграл серебро на 500 м и золото на дистанции 1000 м, на которой вновь установил мировой рекорд с результатом 1:09,60 сек. После этого чемпионата Бушар завершил карьеру спортсмена.